# Comuna Inculițeni, Tarutino
Inculițeni (în ucraineană Ганнівка, transliterat: Hannivka) este o comună în raionul Tarutino, regiunea Odesa, Ucraina, formată din satele Inculițeni (reședința) și Satu Nou.

## Demografie
Componența lingvistică a comunei Inculițeni
     Rusă (46,78%)
     Română (45,42%)
     Ucraineană (3,09%)
     Bulgară (2,48%)
Conform recensământului din 2001, nu exista o limbă vorbită de majoritatea populației, aceasta fiind compusă din vorbitori de rusă (46,78%), română (45,42%), ucraineană (3,09%), bulgară (2,48%) și găgăuză (2,23%).